# Turkmenistans riksvapen

Turkmenistans emblem mellan 1937 och 1992.

Turkmenistans riksvapen återger fem mattmönster. I centrum ser man en häst, en traditionell symbol för nationell stolthet och oberoende i muslimska länder. Den gröna färgen är likaså vanlig i muslimska länder. Veteaxen och bomullen i den yttre kransen representerar landets viktigaste produkter.
I sin utformning påminner det fortfarande om realsocialistiska staternas vapen. Detta beror på att ett socialistiskt emblem har stått som förebild då det bär drag av Turkmenistans gamla emblem från tiden då landet var en stat inom Sovjetunionen.